# غوردون كاربنتر
غوردون كاربنتر (بالإنجليزية: Gordon Carpenter)‏ مواليد 24 سبتمبر 1919 في أش فلات - الوفاة 8 مارس 1988، كان لاعب كرة سلة أمريكي. يبلغ طوله 6 قدم 6 بوصة (2.0 م).

## الميداليات
| الميدالية | المسابقة                       |
| --------- | ------------------------------ |
| ذهبية     | الألعاب الأولمبية الصيفية 1948 |

## روابط خارجية
- غوردون كاربنتر على موقع الاتحاد الدولي لكرة السلة (الإنجليزية)
- غوردون كاربنتر على موقع سبورتس رفرنس (الإنجليزية)
- غوردون كاربنتر على موقع أوليمبيديا (الإنجليزية)